# Prime Time (cançó)
Prime Time és la primera cançó del disc Ammonia Avenue, setè disc d'estudi de The Alan Parsons Project. La cançó ens parla d'un futur que pot ser millor que el present, que potser els estels i les estrelles s'aliaran per tal que el nostre "prime time" arribi en el millor moment.
En aquest tema hi destaca la guitarra elèctrica d'Ian Barnison especialment durant els solos. Durant els concerts els solos de la guitarra elèctrica d'aquesta cançó acostumen a resultar un dels moments de màxim clímax. És habitual que en acabar la cançó el públic aplaudeixi amb molta insistència al músic que els hagi interpretat.
El tema Prime Time va assolir la posició 34 a la llista Billboard Hot 100, la llista més prestigiosa a nivell mundial. Només hi va restar 3 setmanes entre els 100 singles més venuts.